# Inea (sieć telefonii komórkowej)
Inea – wirtualna sieć telefonii komórkowej w Polsce, której operatorem jest INEA sp. z o.o

## Informacje ogólne
INEA jako operator wirtualnej sieci ruchomej (MVNO) początkowo korzystał z infrastruktury sieci należącej do PTK Centertel, od 2014 r. korzysta jednak z sieci P4. Klienci usług głosowych zostali zmigrowani, natomiast klienci transmisji danych otrzymali karty z nowymi numerami.

## Historia
INEA rozpoczęła działalność 18 stycznia 2010.

## Oferta
INEA udostępnia usługi wyłącznie w systemie abonamentowym.